# Kościół Imienia Najświętszej Maryi Panny w Upynie
Kościół Imienia Najświętszej Maryi Panny (lit. Švč. Mergelės Marijos Vardo bažnyčia) – rzymskokatolicka świątynia parafialna znajdująca się w litewskim miasteczku Upyna.

## Historia
Wzniesiony w Upynie kościół spłonął w 1705 roku, odbudowano go rok później. Obecną świątynię wybudowano w latach 1835-1836, za wstawiennictwem ks. Pranciškusa Stankevičiusa, po pożarze z 28 sierpnia 1834. Dzwony przewieszono z zamkniętego klasztoru karmelitów w Rosieniach. Obiekt rozbudowano w 1913 roku, a w 1926 erygowano parafię. W 1998 świątynię odrestaurowano.

## Architektura
Wygląd kościoła nawiązuje do architektury typowej wiejskiej chaty. Posiada elementy klasycystyczne. Podzielone na trzy nawy wnętrze zdobią trzy barokowe ołtarze. Świątynia otoczona jest murowanym ogrodzeniem, na terenie dawnego cmentarza stoi niewysoka, XIX-wieczna dzwonnica.

## Galeria

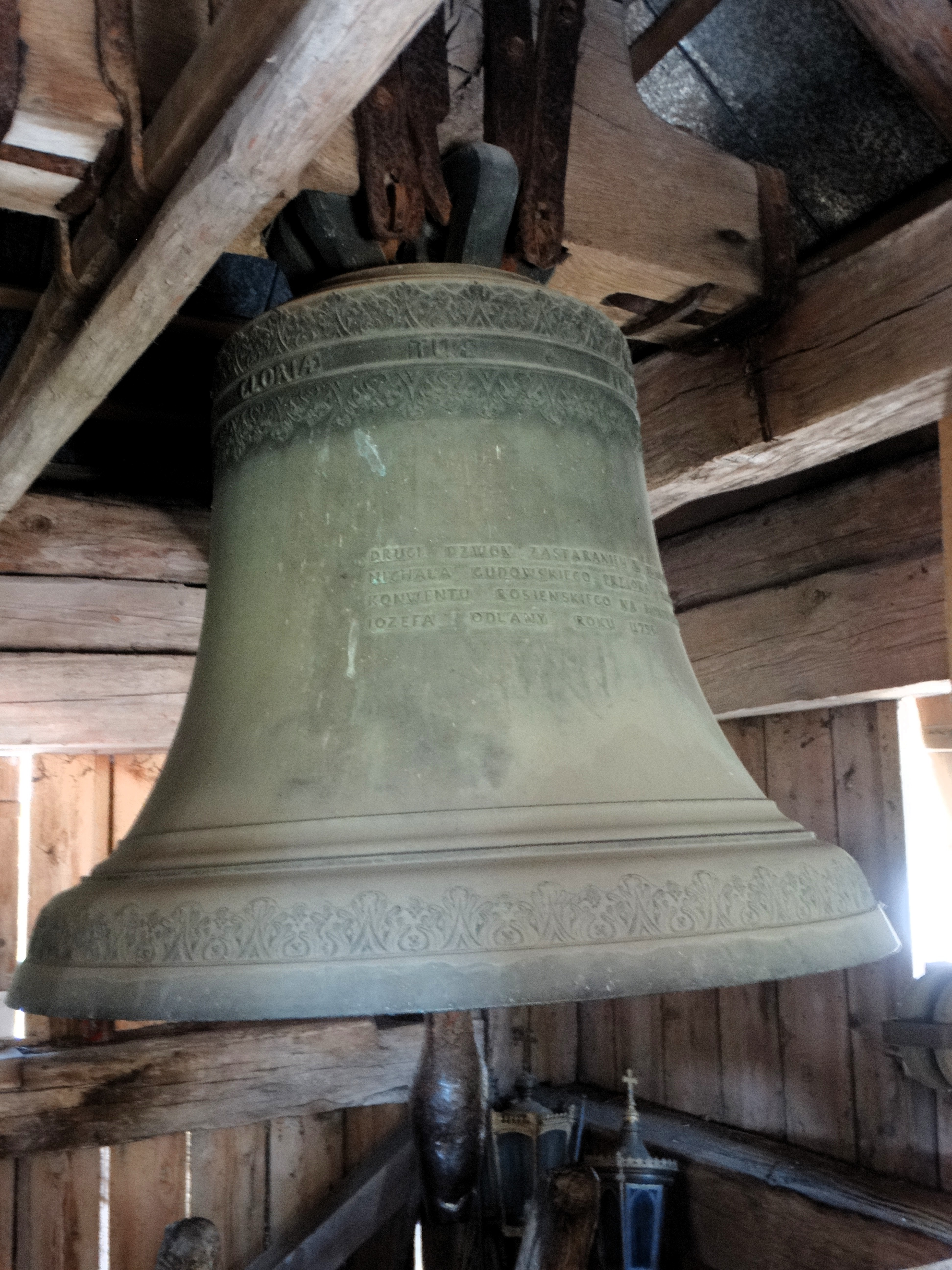
Większy dzwon
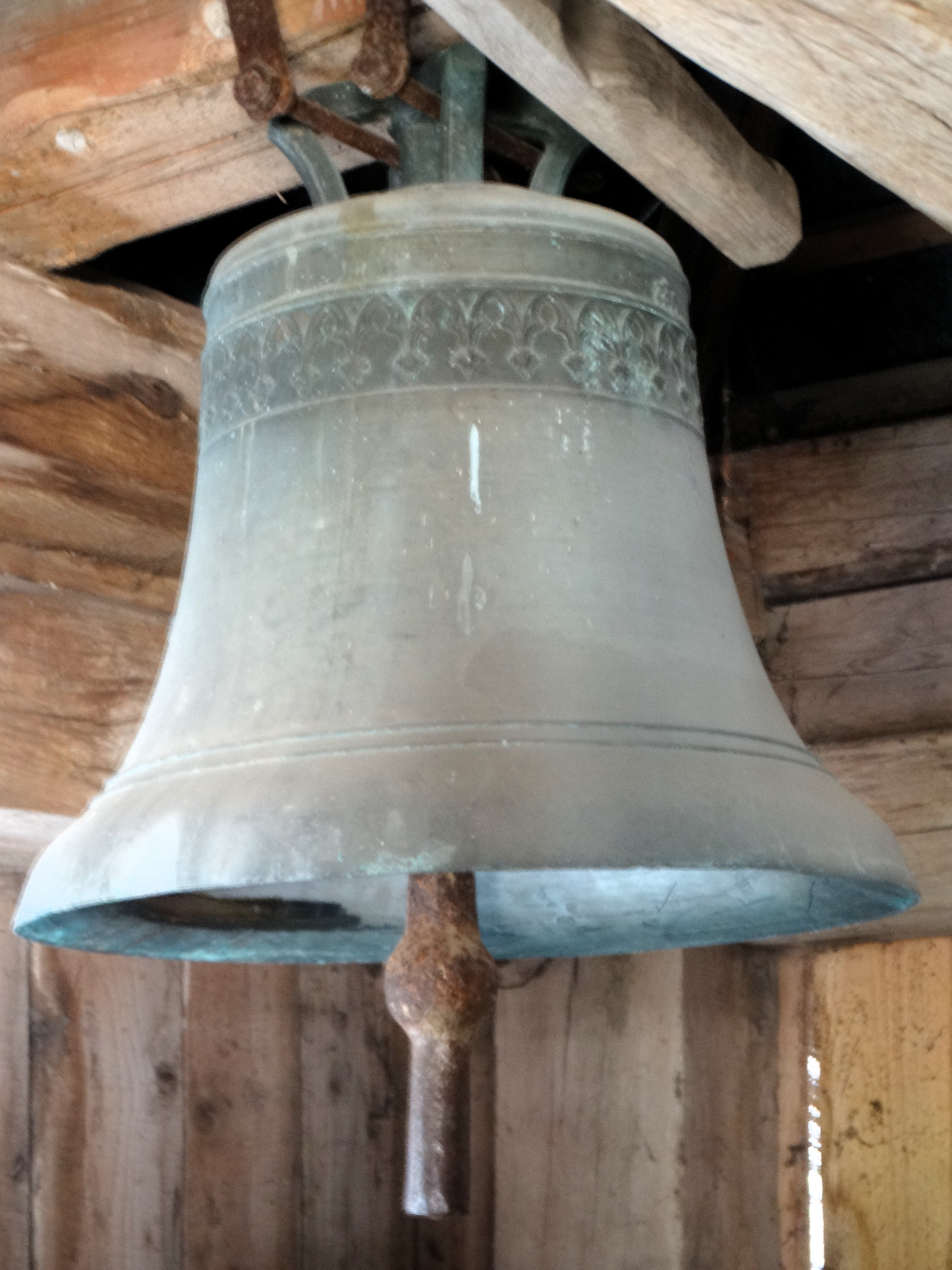
Mniejszy dzwon
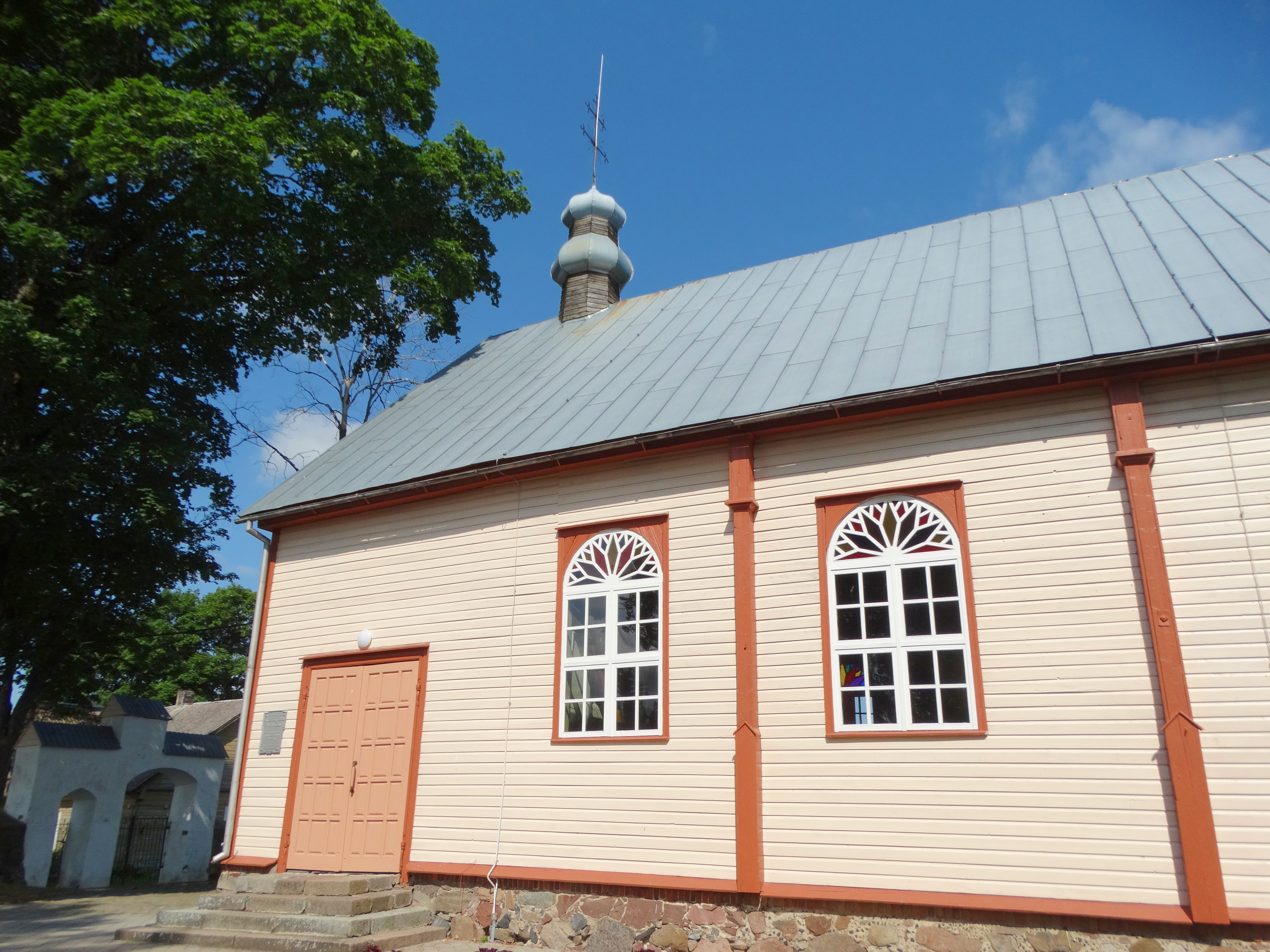
Elewacja południowa
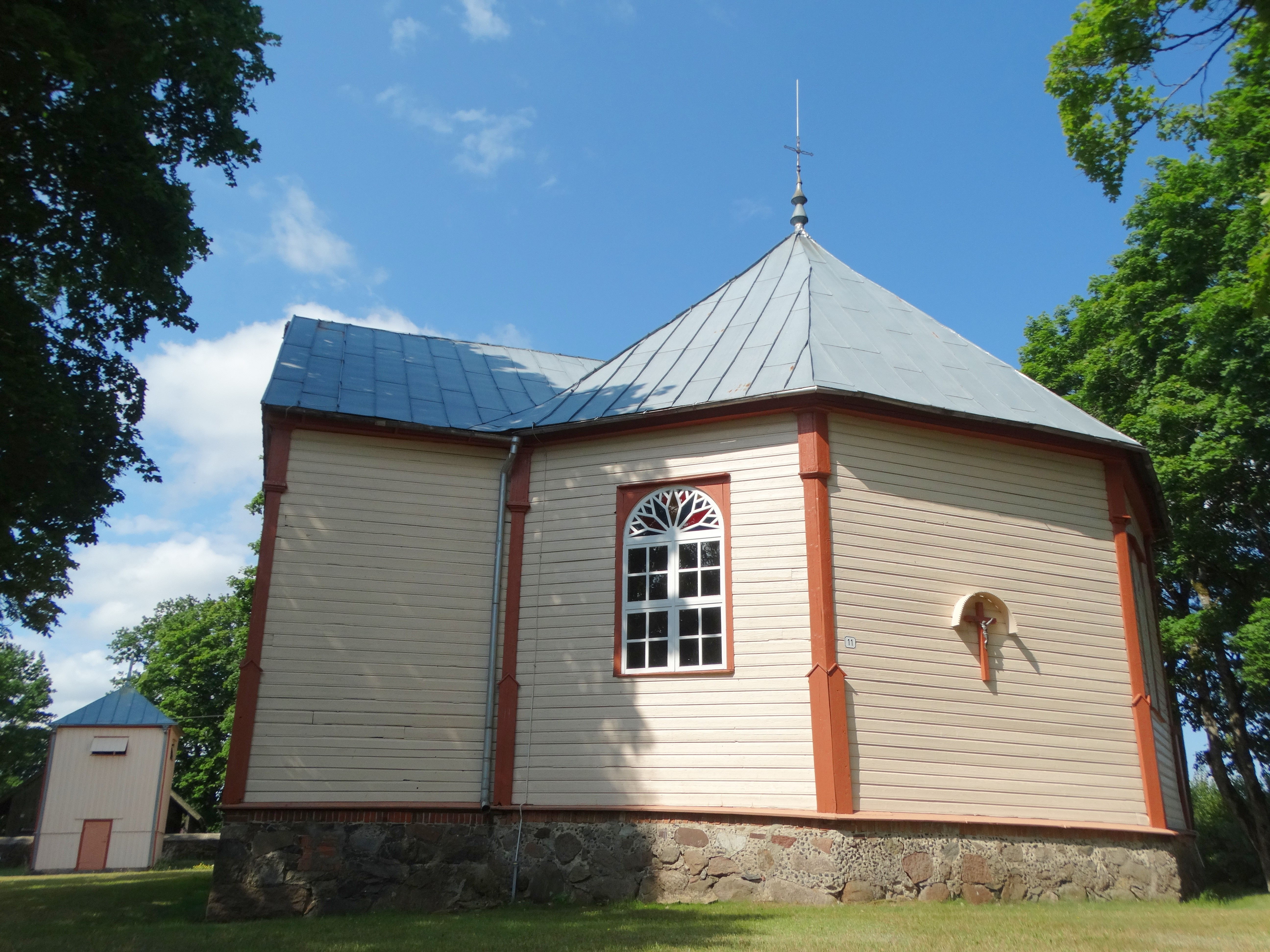
Absyda